# Nemertodermata
É uma ordem de vermes achatados do filo platyhelminthes, classe turbellaria.